# Cotaena
Cotaena é um gênero de mariposa pertencente à família Acrolepiidae.